# Gunilla Jacobsson
Gunilla Gerd Irene Jacobsson (* 7. Mai 1946 in Göteborg) ist eine ehemalige schwedische Eisschnellläuferin.
Jacobsson, die für den IK Wega aus Göteborg startete, nahm von 1962 bis 1965 an internationalen Wettbewerben teil. Dabei kam sie bei der Mehrkampfweltmeisterschaft 1963 in Karuizawa auf den siebten Platz im Mini-Mehrkampf. In der Saison 1963/64 belegte sie bei der Mehrkampfweltmeisterschaft 1964 in Kristinehamn den 11. Platz im Mini-Mehrkampf und bei ihrer einzigen Teilnahme an Olympischen Winterspielen im Februar 1964 in Innsbruck den 15. Platz über 3000 m, den 11. Rang über 1500 m sowie jeweils den sechsten Platz über 500 m und 1000 m. Im folgenden Jahr errang sie bei der Mehrkampfweltmeisterschaft in Oulu den 21. Platz im Mini-Mehrkampf. Ihre beste Platzierung bei schwedischen Mehrkampfmeisterschaften erreichte sie in den Jahren 1963 und 1964 mit dem zweiten Platz im Mini-Mehrkampf.

## Persönliche Bestzeiten
| Disziplin | Zeit       | Datum            | Ort       |
| --------- | ---------- | ---------------- | --------- |
| 500 m     | 45,7 s     | 21. Januar 1964  | Davos     |
| 1000 m    | 1:35,1 min | 22. Februar 1963 | Karuizawa |
| 1500 m    | 2:28,4 min | 21. Januar 1964  | Davos     |
| 3000 m    | 5:18,0 min | 23. Januar 1964  | Davos     |